# A Fever You Can't Sweat Out
A Fever You Can't Sweat Out —en español: «Una fiebre que no puedes sudar»— es el álbum debut de la banda estadounidense Panic! at the Disco. El disco se grabó principalmente en los SOMD! Studios en College Park, Maryland, junto al productor Matt Squire. Este se publicó el 27 de septiembre de 2005 mediante los sellos Decaydance Records y Fueled by Ramen. Escrito y producido poco tiempo después de la graduación de la secundaria por parte de los miembros de la banda, el álbum se grabó en un periodo de tres meses entre junio y septiembre de 2005. Las letras, escritas en su mayoría por Ryan Ross, tratan de problemas sociales que la banda señala a través de varias canciones; además, abarcan temas como la santidad del matrimonio, el adulterio, la salud mental, el alcoholismo y la prostitución.
Precedido del éxito de los sencillos  «I Write Sins Not Tragedies» y «The Only Difference Between Martyrdom and Suicide Is Press Coverage», A Fever You Can't Sweat Out alcanzó la posición número trece en la lista Billboard 200, y se mantuvo en esta por ochenta y ocho semanas. El material recibió críticas tanto negativas como positivas, con varios críticos apreciando la divertida y pegadiza atmósfera, mientras que otros difieren en sus opiniones hacia la originalidad y la sinceridad del álbum. El disco recibió las certificaciones de disco de platino en Australia, Canadá, los Estados Unidos, Nueva Zelanda y el Reino Unido.

## Lista de canciones
| N.º   | Título                                                                                      | Duración |  |
| 1.    | «Introduction»                                                                              | 0:37     |  |
| 2.    | «The Only Difference Between Martyrdom and Suicide Is Press Coverage»                       | 2:57     |  |
| 3.    | «London Beckoned Songs About Money Written by Machines»                                     | 3:23     |  |
| 4.    | «Nails for Breakfast, Tacks for Snacks»                                                     | 3:24     |  |
| 5.    | «Camisado»                                                                                  | 3:11     |  |
| 6.    | «Time to Dance»                                                                             | 3:22     |  |
| 7.    | «Lying Is the Most Fun a Girl Can Have Without Taking Her Clothes Off»                      | 3:20     |  |
| 8.    | «Intermission»                                                                              | 2:35     |  |
| 9.    | «But It's Better If You Do»                                                                 | 3:25     |  |
| 10.   | «I Write Sins Not Tragedies»                                                                | 3:06     |  |
| 11.   | «I Constantly Thank God for Esteban»                                                        | 3:30     |  |
| 12.   | «There's a Good Reason These Tables Are Numbered Honey, You Just Haven't Thought of It Yet» | 3:16     |  |
| 13.   | «Build God, Then We'll Talk»                                                                | 3:39     |  |
| 40:15 |                                                                                             |          |  |

## Créditos
- Panic! at the Disco: producción adicional.
- William Brousserd: trompeta.
- Samantha Bynes: violín.
- Alan Ferguson: fotografía.
- John Janick: A&R.
- UE Nastasi: masterización.
- Ryan Ross: guitarra, compositor, teclado, piano, acordeón y órgano.
- Spencer Smith: batería y percusión
- Matt Squire: mezcla, ingeniería y producción.
- Heather Stebbins: violonchelo.
- Brendon Urie: voz, guitarra, teclado, piano, acordeón y órgano.
- Pete Wentz: A&R.
- Brent Wilson: bajo.